# Panicum aciculare
Panicum aciculare là một loài thực vật có hoa trong họ Hòa thảo. Loài này được Desv. mô tả khoa học đầu tiên năm 1816.